# Aziatische Zuid-Afrikanen
De Aziatische Zuid-Afrikanen vormen ongeveer 2 procent van de Zuid-Afrikaanse bevolking. De Aziaten zijn grotendeels van Indiase herkomst, terwijl er daarnaast aanzienlijke Chinese minderheid bestaat.

## Indiërs
De Indiase bevolkingsgroep stamt voornamelijk af van arbeiders die vanuit India naar Zuid-Afrika gebracht werden. 
Slavenhandelaars van de Vereenigde Oostindische Compagnie importeerden al vanaf de eerste helft van de 17de eeuw slaven uit Afrika zelf. De eerste Indiërs werden door de VOC vanaf eind 17de eeuw naar de  Kaapkolonie gevoerd. Naar schatting ging het om minstens zo'n 16.000 slaven. Na het einde van de slavernij in 1838 werden Indiërs gerekruteerd als goedkope contract-arbeiders, hoewel een aantal ook vrijwillig immigreerde om een bestaan als kleine handelaar te starten.
Vanaf 1860 tot 1911 werden er veel Indiërs vanuit Brits-Indië naar Natal verscheept om op de rietsuikerplantages te werken.
Mahatma Gandhi woonde en werkte van 1893 tot 1914 in Zuid-Afrika en richtte er het Natal Indian Congress op om op te komen voor de belangen van de Indiërs.

## Chinezen
De eerste groep Chinezen kwam aan het eind van de 19e eeuw om in de goudmijnen van de Witwatersrand te werken. Een tweede groep kwam in de tijd van de apartheid vanuit Republiek China (Taiwan), een land waarmee Zuid-Afrika in die tijd diplomatieke betrekkingen onderhield.
Afrikaners · Anglo-Afrikanen · Aziaten (Chinezen en Indiërs) · Basotho · Griekwa · Kaap-Maleiers · Kleurlingen · Khoisan · Pedi · Tsonga · Swazi · Tswana · Venda · Xhosa · Zoeloes · Zuid-Ndebele